# Форест Глен (Мериленд)
Форест Глен (енгл. Forest Glen) насељено је место без административног статуса у америчкој савезној држави Мериленд.

## Демографија
По попису из 2010. године број становника је 6.582, што је 762 (-10,4%) становника мање него 2000. године.
| Група             | 2000.         | 2010.         |
| Белци             | 4.217 (57,4%) | 3.304 (50,2%) |
| Афроамериканци    | 1.282 (17,5%) | 1.123 (17,1%) |
| Азијати           | 570 (7,8%)    | 669 (10,2%)   |
| Хиспаноамериканци | 1.047 (14,3%) | 1.276 (19,4%) |
| Укупно            | 7.344         | 6.582         |